# Lake Superior State University
Lake Superior State University är ett amerikanskt offentligt universitet som ligger i Sault Ste. Marie, Michigan och hade totalt 2 407 studenter (2 406 undergraduate students och en postgraduate students) för hösten 2014.
Utbildningsinstitutionen grundades 1946 som Sault Ste. Marie Residence Center of the Michigan College of Mining and Technology av just Michigan College of Mining and Technology i syfte för att ge återvändande krigsveteraner från andra världskriget chansen att studera samt att låta norra delarna av Michigan få sin egen högre utbildningsinstitution. 1966 bytte man namn till Lake Superior State College of Michigan Technological University och fyra år senare blev man ett självständigt läroverk och fick namnet Lake Superior State College. 1987 fick man universitetsstatus och tog då sitt nuvarande namn.
Universitet tävlar med 13 universitetslag i olika idrotter via deras idrottsförening Lake Superior State Lakers.

## Alumner
| Idrottare - Will Acton - Kevin Czuczman - Randy Exelby - Brian Felsner - John Grahame - Mike Greenlay | - Kellan Lain - Steven Oleksy - Buddy Robinson - Brian Rolston - Derek Smith - Zach Trotman - Doug Weight |